# Tir als Jocs Olímpics d'estiu de 1912 - Pistola militar, 30 metres per equips
La competició de pistola lliure, 30 metres per equips va ser una de les divuit proves de programa de Tir dels Jocs Olímpics d'Estocolm de 1912. Es disputà entre el 29 de juny i el 3 de juliol de 1912 i hi van prendre part 28 tiradors procedents de 7 nacions.

## Medallistes
| Or                                                                    | Plata                                                                                | Bronze                                                                      |
| SuèciaEric Carlberg · Vilhelm Carlberg · Johan von Holst · Paul Palén | Imperi RusAmos Kash · Nikolai Melnitsky · Grigori Panteleimonov · Pavel Voyloshnikov | Regne UnitHugh Durant · Albert Kempster · Horatio Poulter · Charles Stewart |

## Resultats
| Pos. | Equip                      | Puntuació Ind. | Puntuació equip |
| ---- | -------------------------- | -------------- | --------------- |
| 1    | Suècia                     | Suècia         | 120 (1.145)     |
| 1    | Eric Carlberg              | 290            | 120 (1.145)     |
| 1    | Vilhelm Carlberg           | 287            | 120 (1.145)     |
| 1    | Johan Hübner von Holst     | 284            | 120 (1.145)     |
| 1    | Paul Palén                 | 284            | 120 (1.145)     |
| 2    | Rússia                     | Rússia         | 118 (1.091)     |
| 2    | Amos Kash                  | 281            | 118 (1.091)     |
| 2    | Nikolai Melnitsky          | 273            | 118 (1.091)     |
| 2    | Pavel Voyloshnikov         | 270            | 118 (1.091)     |
| 2    | Grigori Panteleimonov      | 267            | 118 (1.091)     |
| 3    | Regne Unit                 | Regne Unit     | 117 (1.107)     |
| 3    | Hugh Durant                | 289            | 117 (1.107)     |
| 3    | Albert Kempster            | 285            | 117 (1.107)     |
| 3    | Charles Stewart            | 284            | 117 (1.107)     |
| 3    | Horatio Poulter            | 249            | 117 (1.107)     |
| 4    | Estats Units               | Estats Units   | 117 (1.097)     |
| 4    | Alfred Lane                | 292            | 117 (1.097)     |
| 4    | Reginald Sayre             | 273            | 117 (1.097)     |
| 4    | Walter Winans              | 271            | 117 (1.097)     |
| 4    | John Dietz                 | 261            | 117 (1.097)     |
| 5    | Grècia                     | Grècia         | 115 (1.057)     |
| 5    | Konstantinos Skarlatos     | 283            | 115 (1.057)     |
| 5    | Ioannis Theofilakis        | 275            | 115 (1.057)     |
| 5    | Frangiskos Mavrommatis     | 273            | 115 (1.057)     |
| 5    | Georgios Petropoulos       | 226            | 115 (1.057)     |
| 6    | França                     | França         | 113 (1.041)     |
| 6    | Edmond Sandoz              | 285            | 113 (1.041)     |
| 6    | Charles de Jaubert         | 275            | 113 (1.041)     |
| 6    | Georges de Crequi-Montfort | 259            | 113 (1.041)     |
| 6    | Maurice Fauré              | 222            | 113 (1.041)     |
| 7    | Alemanya                   | Alemanya       | 102 (890)       |
| 7    | Benno Wandolleck           | 256            | 102 (890)       |
| 7    | Gerhard Bock               | 233            | 102 (890)       |
| 7    | Georg Meyer                | 216            | 102 (890)       |
| 7    | Heinrich Hoffmann          | 195            | 102 (890)       |